# Baris carbonaria
Baris carbonaria är en skalbaggsart som först beskrevs av Karl Henrik Boheman 1836.  Baris carbonaria ingår i släktet Baris, och familjen vivlar. Arten har ej påträffats i Sverige.